# Валкалкера (Бергамо)
Валкалкера је насеље у Италији у округу Бергамо, региону Ломбардија.
Према процени из 2011. у насељу је живело 26 становника. Насеље се налази на надморској висини од 405 м.